# HD 113889
HD 113889，又名BD+73 583，SAO 7741、HR 4950，是一颗恒星，视星等为6.31，位于銀經121.57，銀緯44.07，其B1900.0坐标为赤經13h 1m 44.2s，赤緯+73° 44.07′ 37″。